# Їржина Кржижова
Їржина Кржижова (чеськ. Jiřina Křížová, 21 лютого 1948) — чеська хокеїстка на траві.
Срібна призерка Олімпійських Ігор 1980 року.